# Silence 4
Silence 4 is een voormalige Portugese band, opgericht in 1996. Hun muziek werd voornamelijk gezongen in het Engels. De band stopte officieel in 2001; zanger David Fonseca is momenteel bezig met een solocarrière.
Van hun eerste album Silence Becomes It werden ruim 200.000 exemplaren verkocht, waardoor het maandenlang de nummer 1 bleef in de Portugese hitlijsten. Dit succes werd gevolgd door een landelijke tour met 90 concerten in zes maanden.
In 1999 ging de band verder met toeren, al was het aantal concerten toen kleiner. Vervolgens werd het een tijd stil rondom de band; ze waren "gevlucht" naar Londen om tot rust te komen. In Londen ontstond in de Ridge Farm Studios hun tweede album, getiteld Only Pain Is Real. Dit album werd in 2000 gepresenteerd in Leiria en werd twee weken later al bekroond met platina. Een nieuwe tour volgde, ditmaal met ruim 100 concerten binnen een jaar tijd, eindigend met twee unieke concerten in het Coliseu dos Recreios de Lisboa op 19 en 20 december 2000.

## Leden
- David Fonseca - zang, gitaar
- Sofia Lisboa - zang
- Rui Costa - basgitaar
- Tozé Pedrosa - drums

## Discografie

### Albums
- Juli 1998 - Silence Becomes It
- Augustus 1999 - Only Pain Is Real
- Februari 2000 - Only pain Is Real:The Remixes (EP)
- December 2000 - Silence 4 no Coliseu dos Recreios